# Sport in 2019
Dit artikel is een samenvatting van de belangrijkste feiten uit het sportjaar 2019.

## Atletiek
Wereldkampioenschappen Outdoor
- 100 meter:
- 200 meter:
- 400 meter:
- 800 meter:
- 1500 meter:
- 5000 meter:
- 10000 meter:
- 3000 meter steeple:
- 110/100 meter horden:
- 400 meter horden:
- 4 x 100 meter estafette Mannen:
- 4 x 100 meter estafette Vrouwen:
- 4 x 400 meter estafette Mannen:
- 4 x 400 meter estafette Vrouwen:
- Hoogspringen:
- Polsstokhoogspringen:
- Verspringen:
- Hink-stap-springen:
- Kogelstoten:
- Kogelslingeren:
- Speerwerpen:
- Tienkamp / Zevenkamp:
- Marathon:
- 20 km snelwandelen:
- 50 km snelwandelen:

Europese kampioenschappen indoor
- 60 meter:
- 400 meter:
- 800 meter:
- 1500 meter:
- 3000 meter:
- 4 x 400 meter Mannen:
- 4 x 400 meter Vrouwen:
- 60 meter horden:
- Verspringen:
- Hink-Stap-Springen:
- Hoogspringen:
- Polsstokhoogspringen:
- Kogelstoten:
- Zevenkamp:
- Vijfkamp:

## Autosport

### Eenzitters
Formule 1
- Grand Prix van Australië:  Valtteri Bottas
- Grand Prix van Bahrein:  Lewis Hamilton
- Grand Prix van China:  Lewis Hamilton
- Grand Prix van Azerbeidzjan :  Valtteri Bottas
- Grand Prix van Spanje: Lewis Hamilton
- Grand Prix van Monaco: Lewis Hamilton
- Grand Prix van Canada: Lewis Hamilton
- Grand Prix van Oostenrijk:
- Grand Prix van Groot-Brittannië:
- Grand Prix van Hongarije:
- Grand Prix van België:
- Grand Prix van Italië:
- Grand Prix van Singapore:
- Grand Prix van Japan:
- Grand Prix van Rusland:
- Grand Prix van de Verenigde Staten:
- Grand Prix van Mexico:
- Grand Prix van Brazilië:
- Grand Prix van Abu Dhabi:
- Wereldkampioen Coureurs:
- Wereldkampioen Constructeurs:

Formule E
GP2
GP3
Europees kampioenschap Formule 3
IndyCar Series
Indy Lights
Pro Mazda Championship
Formule Renault 3.5 Series

### Toerwagens
- WTCC:
- DTM:
- NASCAR Sprint Cup:
- NASCAR Nationwide Series:
- NASCAR Canadian Tire Series:
- Camping World Truck Series:

### Rally
- Belgisch kampioenschap:
- Nederlands kampioenschap:
- Europees kampioenschap:
- Wereldkampioenschap:
- Dakar:
  - Motoren:
  - Quads:
  - Auto's:
  - Trucks:

## Basketbal
België
- Ethias League:
- Bekerwinnaar Mannen:
- Bekerwinnaar Vrouwen:

Nederland
- FEB Eredivisie:

Europese competities
- Euroleague Mannen:
- Euroleague Vrouwen:
- EuroCup Mannen:
- EuroCup Vrouwen:
- EuroChallenge Mannen:
- Europees kampioenschap Mannen:
- Europees kampioenschap Vrouwen:

## Beachvolleybal
België
- BK Outdoor:

Nederland
NK Indoor
- Mannen:
- Vrouwen:

## Boksen
- Wereldkampioenschappen vrouwen

## Darts
PDC World Darts Championship
- Mannen: Michael van Gerwen

BDO World Darts Championship
- Mannen: Glen Durrant
- Vrouwen: Mikuru Suzuki

The MastersMichael van Gerwen
Premier League Darts

## Handbal
Wereldkampioenschap mannen
Wereldkampioenschap vrouwen
Pan-Amerikaanse Spelen mannen
Pan-Amerikaanse Spelen vrouwen
Pan-Amerikaans kampioenschap vrouwen
Nederland
- Eredivisie Mannen: Green Park/Aalsmeer
- Bekerwinnaar Mannen: KRAS/Volendam
- Eredivisie Vrouwen: OTTO Work Force/VOC
- Bekerwinnaar Vrouwen: Quintus

## Hockey
- World Hockey Player of the Year

Mannen:
Vrouwen:

## Honkbal
Major League Baseball
- American League

Houston Astros
- National League

Washington Nationals
- World Series

Washington Nationals

## Judo
Nederlandse kampioenschappen
Mannen
–  60 kg —
–  66 kg —
–  73 kg —
–  81 kg —
–  90 kg —
–100 kg —
+100 kg —
Vrouwen
–48 kg —
–52 kg —
–57 kg —
–63 kg —
–70 kg —
–78 kg —
+78 kg —

## Korfbal
- Belgisch zaalkampioen
- Nederlands zaalkampioen

## Motorsport
Wegrace
MotoGP:
Moto 2:
Moto 3:
Superbike:
Supersport:
Zijspannen:

### Motorcross
Wereldkampioenschap Motorcross
MXGP
- Coureur:  Tim Gajser
- Constructeur:  Honda

MX2
- Coureur:  Jorge Prado
- Constructeur:  KTM

Motorcross der Naties
- Land + coureurs:  Nederland (Jeffrey Herlings, Calvin Vlaanderen, Glenn Coldenhoff)

## Rugby
- Wereldkampioenschap: Zuid-Afrika
- Zeslandentoernooi mannen:  Wales
- Zeslandentoernooi vrouwen: Engeland

## Schaatsen

### Langebaanschaatsen
NK allround
- Mannen: Douwe de Vries
- Vrouwen: Carlijn Achtereekte

NK sprint
- Mannen:
- Vrouwen:

NK massastart
- Mannen:
- Vrouwen:

EK allround
- Mannen: Sven Kramer
- Vrouwen: Antoinette de Jong

WK allround
Mannen:
Vrouwen:
WK sprint
Mannen: Kai Verbij
Vrouwen:

### Marathonschaatsen
NK op kunstijs
- Mannen:
- Vrouwen:

### Shorttrack
NK Shorttrack
- Mannen:
- Vrouwen:

EK shorttrack
Mannen:
Vrouwen: Suzanne Schulting
Aflossing Mannen:
Aflossing Vrouwen:Nederland
WK shorttrack
Mannen:
Vrouwen: Suzanne Schulting
Aflossing mannen:
Aflossing vrouwen: Zuid-Korea

### IJshockey
België
- Elite league:
- Beker:

Nederland
- Eredivisie:
- Beker:

Stanley Cup
WK
- Mannen:
- Vrouwen:

## Snooker
- World Championship:  Judd Trump

World Ranking-toernooien
- Welsh Open:  Neil Robertson
- China Open:  Neil Robertson
- World Open:  Judd Trump

Overige toernooien
- Masters:  Judd Trump
- UK Championship:  Ronnie O'Sullivan

## Tennis
ATP-seizoen
WTA-seizoen
Australian Open
- Mannen:  Novak Đoković won van  Rafael Nadal
- Vrouwen:  Naomi Osaka won van  Petra Kvitová
- Mannendubbel:  Pierre-Hugues Herbert en  Nicolas Mahut wonnen
- Vrouwendubbel:  Samantha Stosur en  Zhang Shuai wonnen
- Gemengddubbel:  Barbora Krejčíková en  Rajeev Ram wonnen

Roland Garros
- Mannen:  Rafael Nadal won van  Dominic Thiem
- Vrouwen:  Ashleigh Barty won van  Markéta Vondroušová
- Mannendubbel:  Kevin Krawietz en  Andreas Mies wonnen
- Vrouwendubbel:  Tímea Babos en  Kristina Mladenovic wonnen
- Gemengddubbel:  Latisha Chan en  Ivan Dodig wonnen

Wimbledon
- Mannen:
- Vrouwen:
- Mannendubbel:
- Vrouwendubbel:
- Gemengddubbel:

US Open
- Mannen:
- Vrouwen:
- Mannendubbel:
- Vrouwendubbel:
- Gemengddubbel:

Hopman Cup Zwitserland won van  Duitsland
Davis Cup
Fed Cup Frankrijk speelt tegen  Australië

## Voetbal

### Mannen
- UEFA Champions League:
  - Topschutter:
- UEFA Europa League:
  - Topschutter:
- Europese Supercup: 
  - Topschutter:

 België
- Jupiler Pro League: 
  - Topschutter:
- Beker van België:
- Supercup:

 Engeland
- FA Premier League:
  - Topschutter:
- League Cup:
- FA Cup:

 Frankrijk
- Ligue 1:
  - Topschutter:
- Coupe de France:
- Coupe de la Ligue:

 Duitsland
- Bundesliga:
  - Topschutter:
- DFB-Pokal:

 Italië
- Serie A:
- Coppa Italia:
- Topschutter:

 Nederland
- Eredivisie: Ajax
- Eerste divisie: FC Twente
- KNVB beker: Ajax
- Johan Cruijff Schaal: Ajax
- Topschutter:

 Spanje
- Primera División: FC Barcelona
- Copa del Rey: Valencia CF
- Topschutter:

### Vrouwen
- AFC Vrouwenkampioenschap
- CAF-Vrouwenkampioenschap
- EK vrouwen onder 17
- UEFA Women's Champions League

### Prijzen
- Gouden Schoen:
- Nederlandse Gouden Schoen
- Europees voetballer van het jaar
- Wereldvoetballer van het jaar

## Volleybal
- Belgisch kampioen bij de mannen
- Belgische bekerwinnaar bij de mannen
- Belgisch kampioen bij de vrouwen

## Wielersport

### Wegwielrennen
Ronde van Italië
- Algemeen klassement:  Richard Carapaz
- Bergklassement:  Giulio Ciccone
- Puntenklassement:  Pascal Ackermann
- Jongerenklassement:  Miguel Ángel López
- Ploegenklassement:  Movistar Team

 Ronde van Frankrijk
- Algemeen klassement:  Egan Bernal
- Bergklassement:  Romain Bardet
- Puntenklassement:  Peter Sagan
- Jongerenklassement:  Egan Bernal
- Ploegenklassement:  Movistar Team

 Ronde van Spanje
- Algemeen klassement:  Primož Roglič
- Bergklassement:  Geoffrey Bouchard
- Puntenklassement:  Primož Roglič
- Jongerenklassement:  Tadej Pogačar
- Ploegenklassement:  Movistar Team

UCI World Tour
- Klassement Individueel:  Primož Roglič
- Klassement Teams:  Deceuninck–Quick-Step
- Tour Down Under:  Daryl Impey
- Parijs-Nice:  Egan Bernal
- Tirreno-Adriatico:  Primož Roglič
- Milaan-San Remo:  Julian Alaphilippe
- E3 Harelbeke:  Zdeněk Štybar
- Ronde van Catalonië:  Miguel Ángel López
- Gent-Wevelgem:  Alexander Kristoff
- Ronde van Vlaanderen:  Alberto Bettiol
- Ronde van Baskenland:  Jon Izagirre
- Parijs-Roubaix:  Philippe Gilbert
- Amstel Gold Race:  Mathieu van der Poel
- Waalse Pijl:  Julian Alaphilippe
- Luik-Bastenaken-Luik:  Jakob Fuglsang
- Ronde van Romandië:  Primož Roglič
- Ronde van Italië:  Richard Carapaz
- Critérium du Dauphiné:  Jakob Fuglsang
- Ronde van Zwitserland:  Egan Bernal
- Ronde van Frankrijk:  Egan Bernal
- Clásica San Sebastián:  Remco Evenepoel
- Ronde van Polen:  Pavel Sivakov
- BinckBank Tour:  Laurens De Plus
- Ronde van Spanje:  Primož Roglič
- EuroEyes Cyclassics:  Elia Viviani
- Bretagne Classic:  Sep Vanmarcke
- Grote Prijs van Quebec:  Michael Matthews
- Grote Prijs van Montreal:  Sep Vanmarcke
- Ronde van Lombardije:  Bauke Mollema

Wereldkampioenschap Wegwielrennen
- Ploegentijdrit gemengd:  Nederland

Mannen
- Wegrit Elite:  Mads Pedersen
- Tijdrit Elite:  Rohan Dennis
- Wegrit Beloften:  Samuele Battistella
- Tijdrit Beloften:  Mikkel Bjerg
- Wegrit Junioren:  Quinn Simmons
- Tijdrit Junioren:  Antonio Tiberi

Vrouwen
- Wegrit Elite:  Annemiek van Vleuten
- Tijdrit Elite:  Chloé Dygert
- Wegrit Junioren:  Megan Jastrab
- Tijdrit Junioren:  Ajgoel Garejeva

UCI Women's World Tour
- Klassement Individueel:  Annemiek van Vleuten
- Klassement Teams:  Boels Dolmans
- Strade Bianche:  Annemiek van Vleuten
- Ronde van Drenthe:  Marta Bastianelli
- Trofeo Alfredo Binda:  Marianne Vos
- Driedaagse Brugge-De Panne:  Kirsten Wild
- Gent-Wevelgem:  Kirsten Wild
- Ronde van Vlaanderen:  Marta Bastianelli
- Amstel Gold Race:  Katarzyna Niewiadoma
- Waalse Pijl:  Anna van der Breggen
- Luik-Bastenaken-Luik:  Annemiek van Vleuten
- Tour of Chongming Island:  Lorena Wiebes
- Amgen Tour of California:  Anna van der Breggen
- Emakumeen Bira:  Elisa Longo Borghini
- OVO Energy Women's Tour:  Elizabeth Deignan
- Giro d'Italia Int. Femminile:  Annemiek van Vleuten
- La Course by Le Tour de France:  Marianne Vos
- Prudential Ride London:  Lorena Wiebes
- Open de Suède Vårgårda:  Trek-Segafredo
- Open de Suède Vårgårda:  Marta Bastianelli
- Ladies Tour of Norway:  Marianne Vos
- GP de Plouay-Bretagne:  Anna van der Breggen
- Boels Ladies Tour:  Christine Majerus
- La Madrid Challenge by La Vuelta:  Lisa Brennauer
- Ronde van Guangxi:  Chloe Hosking

### Veldrijden
NK
- Mannen: Mathieu van der Poel
- Vrouwen: Lucinda Brand

 BK
- Mannen: Toon Aerts
- Vrouwen: Sanne Cant

Superprestige
- Eindklassement mannen:  Mathieu van der Poel
- Eindklassement vrouwen:  Sanne Cant
- Cyclocross Gieten:
- Cyclocross_Zonhoven:
- Cyclocross Ruddervoorde:
- Cyclocross Asper-Gavere:
- GP Région Wallonne:
- Cyclocross Diegem:
- Cyclocross Middelkerke:

DVV Verzekeringen Trofee
- Eindklassement mannen:  Mathieu van der Poel
- Eindklassement vrouwen:  Sanne Cant
- GP Mario De Clercq:
- Koppenbergcross:
- Flandriencross:
- GP van Hasselt:
- GP Rouwmoer:
- Azencross:
- GP Sven Nys:
- Krawatencross:

 EK
- Mannen Elite:  Mathieu van der Poel
- Mannen Beloften:  Mickael Crispin
- Mannen Junioren:  Thibau Nys
- Vrouwen Elite:  Yara Kastelijn
- Vrouwen Beloften:  Ceylin del Carmen Alvarado
- Vrouwen Junioren:  Puck Pieterse

WK
- Mannen:  Mathieu van der Poel
- Vrouwen:  Sanne Cant

Wereldbeker
- Eindklassement mannen:  Toon Aerts
- Eindklassement vrouwen:  Marianne Vos

### Baanwielrennen
Wereldkampioenschap
Mannen
- Sprint:  Harrie Lavreysen
- 1 kilometer tijdrit:  Quentin Lafargue
- Individuele achtervolging:  Filippo Ganna
- Ploegenachtervolging:  Australië
- Teamsprint:  Nederland
- Keirin:  Matthijs Büchli
- Scratch:  Sam Welsford
- Puntenkoers:  Jan-Willem van Schip
- Koppelkoers:  Roger Kluge & Theo Reinhardt
- Omnium:  Campbell Stewart

Vrouwen
- Sprint:  Wai Sze Lee
- 500 meter tijdrit:  Darja Sjmeleva
- Individuele achtervolging:  Ashlee Ankudinoff
- Ploegenachtervolging:  Australië
- Teamsprint:  Australië
- Keirin:  Wai Sze Lee
- Scratch:  Elinor Barker
- Puntenkoers:  Alexandra Manly
- Koppelkoers:  Kirsten Wild & Amy Pieters
- Omnium:  Kirsten Wild

## Zwemmen
Wereldkampioenschappen
Europese kampioenschappen kortebaanzwemmen

## Sporter van het jaar
België
- Sportman van het jaar: Remco Evenepoel
- Sportvrouw van het jaar: Nina Derwael
- Sportploeg van het jaar: Belgisch hockeyteam (mannen)
- Paralympiër van het jaar:
- Coach van het jaar:
- Sportbelofte van het jaar:

Nederland
- Sportman van het jaar: Mathieu van der Poel
- Sportvrouw van het jaar: Sifan Hassan
- Sportploeg van het jaar: Nederlands handbalteam (vrouwen)
- Gehandicapte sporter van het jaar: Jetze Plat
- Sportcoach van het jaar: Hugo Haak
- Fanny Blankers-Koen Carrièreprijs: Richard Krajicek
- Talent van het jaar:

1965 · 1966 · 1967 · 1968 · 1969 · 1970 · 1971 · 1972 ·1973 · 1974 · 1975 · 1976 · 1977 · 1978 · 1979 · 1980 · 1981 · 1982 · 1983 · 1984 · 1985 · 1986 · 1987 · 1988 · 1989 · 1990 · 1991 · 1992 · 1993 · 1994 · 1995 · 1996 · 1997 · 1998 · 1999 · 2000 · 2001 · 2002 · 2003 · 2004 · 2005 · 2006 · 2007 · 2008 · 2009 · 2010 · 2011 · 2012 · 2013 · 2014 · 2015 · 2016 · 2017 · 2018 · 2019 · 2020 · 2021 · 2022 · 2023 · 2024 · 2025